# Benkovce
Benkovce (bis 1927 slowakisch „Beňkovce“; ungarisch Benkőfalva – bis 1907 Benkóc) ist eine Gemeinde im Osten der Slowakei mit 567 Einwohnern (Stand 31. Dezember 2024), die im Okres Vranov nad Topľou, einem Teil des Prešovský kraj, liegt.

## Geographie

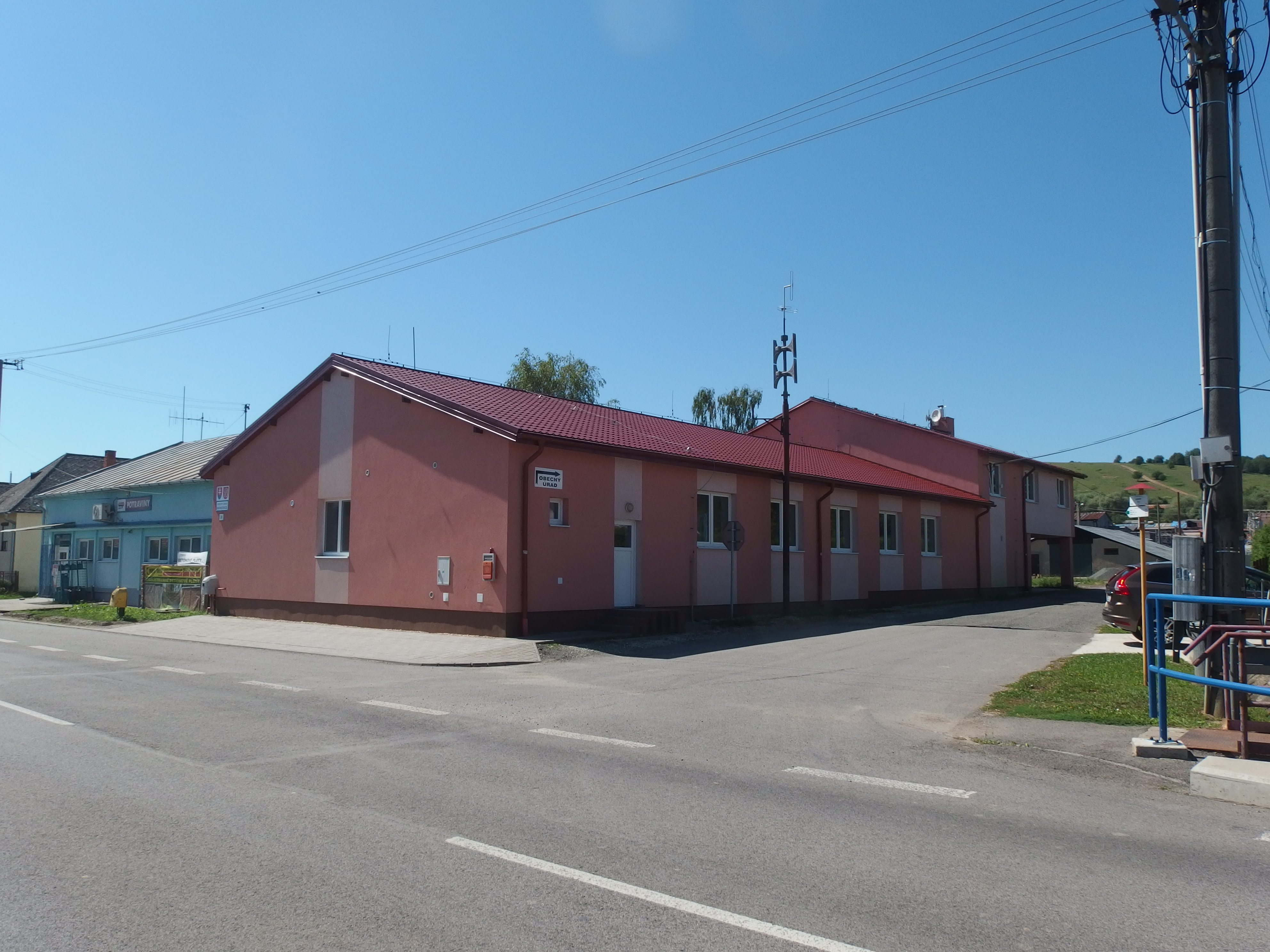
Gemeindeamt von Benkovce

Die Gemeinde befindet sich im Vorgebirge Beskydské predhorie am Südrand der Niederen Beskiden, im Tal und am rechten Ufer der Ondava. Das Ortszentrum liegt auf einer Höhe von 143 m n.m. und ist 14 Kilometer von Vranov nad Topľou entfernt (Straßenentfernung).
Nachbargemeinden sind Slovenská Kajňa im Norden, Malá Domaša im Nordosten, Ondavské Matiašovce im Osten und Südosten, Sedliská im Süden und Vyšný Kazimír im Südwesten und Westen.

## Geschichte
Benkovce wurde zum ersten Mal 1363 als Benkouch schriftlich erwähnt, weitere historische Bezeichnungen sind unter anderen Benkeuch beziehungsweise Benkoch (1410) und Benkowcze (1773). Das Dorf lag ursprünglich in der Herrschaft der Burg Čičava, 1698 war es Bestandteil der Herrschaft von Stropkov und vom 18. bis zum 20. Jahrhundert Besitz der Familie Barkóczy beziehungsweise Hadik-Barkóczy. Ein Erdbeben im Jahre 1778 zerstörte fast das ganze Dorf.
1493 gab es fünf bewohnte und drei verlassene Porta, 1557 wurden sieben Porta verzeichnet. 1787 hatte die Ortschaft 53 Häuser und 472 Einwohner, 1828 zählte man 63 Häuser und 465 Einwohner, die als Landwirte tätig waren. Von 1880 bis 1910 wanderten viele Einwohner aus.
Bis 1918 gehörte der im Komitat Semplin liegende Ort zum Königreich Ungarn und kam danach zur Tschechoslowakei beziehungsweise heute Slowakei. Auch in der Zeit der ersten tschechoslowakischen Republik verblieb die Bevölkerung bei traditionellen Einnahmequellen. Nach dem Zweiten Weltkrieg pendelte ein Teil der Einwohner zur Arbeit in Industriebetriebe in Hencovce, Humenné und Košice (dort speziell Ostslowakische Stahlwerke), die örtliche Einheitliche landwirtschaftliche Genossenschaft (Abk. JRD) wurde im Jahr 1949 gegründet.

## Bevölkerung
| Jahr                | 1994 | 2004    | 2014    | 2024    |
| ------------------- | ---- | ------- | ------- | ------- |
| Anzahl der Personen | 554  | 541     | 534     | 567     |
| Unterschied         |      | −2,34 % | −1,29 % | +6,17 % |

| Jahr                | 2023 | 2024    |
| ------------------- | ---- | ------- |
| Anzahl der Personen | 563  | 567     |
| Unterschied         |      | +0,71 % |

Nach der Volkszählung 2011 wohnten in Benkovce 532 Einwohner, davon 515 Slowaken, sechs Roma, drei Tschechen und ein Pole. Sieben Einwohner machten keine Angabe zur Ethnie.
476 Einwohner bekannten sich zur römisch-katholischen Kirche, 25 Einwohner zur griechisch-katholischen Kirche, neun Einwohner zu den Zeugen Jehovas und ein Einwohner zur Evangelischen Kirche A. B. 15 Einwohner waren konfessionslos und bei sechs Einwohnern wurde die Konfession nicht ermittelt.

## Bauwerke und Denkmäler
- römisch-katholische Emmerichkirche im barock-klassizistischen Stil aus dem Jahr 1783[6]

## Verkehr
Durch Benkovce führt die Cesta I. triedy 15 („Straße 1. Ordnung“) von Stročín und Stropkov nach Vranov nad Topľou. Der nächste Bahnanschluss ist in Vranov nad Topľou an der Bahnstrecke Strážske–Prešov.